# Milichia angustifrons
Milichia angustifrons är en tvåvingeart som beskrevs av Mario Bezzi 1928. Milichia angustifrons ingår i släktet Milichia och familjen sprickflugor.
Artens utbredningsområde är Fiji. Inga underarter finns listade i Catalogue of Life.